# Steamboy
Steamboy (japanska: スチームボーイ Suchiimubōi?) är en animerad japansk film från 2004. 1880-talsberättelsen om den unge uppfinnaren Rei regisserades av Katsuhiro Ōtomo – som också var med och skrev filmens manus – och producerades på studion Sunrise.

## Handling
Filmen är en steampunk-historia, ett science fiction-äventyr utspelande sig i en variant av (det sena) 1800-talet. Huvudpersonen Rei är en ung brittisk uppfinnare som bor i London någon gång på 1800-talet.

## Rollfigurer
- James Ray Steam (japansk röst: Anne Suzuki)
- Eddii Suchiimu-hakase (Masane Tsukayama)

## Produktionen
Filmen var Ōtomos andra stora filmproduktion, efter hans genombrottsfilm Akira, och är en av de dyraste animerade långfilmerna som producerats i Japan. Filmens produktionskostnad var på motsvarande 22 miljoner US-dollar, men de japanska biografintäkterna blev bara motsvarande 10,87 miljoner dollar.
Steamboy var under produktion i ett decennium och utnyttjade totalt 180 000 teckningar och 440 datoriserade filmsekvenser.

### Produktionsfakta
- Regissör – Katsuhiro Otomo
- Producent – Shinji Komori, Hideyuki Tomioka
- Manus – Sadayuki Murai, Katsuhiro Ōtomo
- Baserad på berättelse av – Katsuhiro Ōtomo
- Musik – Steve Jablonsky
- Foto – Mitsuhiro Sato
- Klippning – Takeshi Seyama
- Studio – Sunrise
- Distributör – Toho (Japan), Triumph Films (internationellt)
- Premiär – 17 juli 2004
- Speltid – 126 minuter
- Land – Japan
- Språk – japanska
- Produktionsbudget – motsvarande 22 miljoner US-dollar